# Turkaromia pruinosa
Turkaromia pruinosa là một loài bọ cánh cứng trong họ Cerambycidae.